# Konang (Galis)
Konang is een bestuurslaag in het regentschap Pamekasan van de provincie Oost-Java, Indonesië. Konang telt 5236 inwoners (volkstelling 2010).